# Colin Sterling
Colin Sterling (ur. 8 lipca 1966) – piłkarz z Turks i Caicos grający m.in. na pozycji bramkarza, reprezentant Turks i Caicos grający w barwach narodowych w latach 1999–2000.

## Kariera klubowa
W sezonie 2001/2002, Sterling reprezentował klub ProvoPool Celtic, jednak od następnego sezonu aż do końca kariery, reprezentował klub Caribbean All Stars. W sezonie 2002/2003, zdobył mistrzostwo kraju, a także puchar ligi. W dwóch kolejnych sezonach, zdobył natomiast tytuł wicemistrzowski.

## Kariera reprezentacyjna
W 1999 roku, Sterling rozegrał dwa oficjalne spotkania w ramach kwalifikacji do Pucharu Karaibów 1999. W pierwszym z nich, jego reprezentacja została pokonana 0-3 przez drużynę Bahamów. W kolejnym meczu eliminacji, jego reprezentacja zremisowała 2-2 z drużyną Wysp Dziewiczych Stanów Zjednoczonych. W drugim ze spotkań, wszedł z ławki rezerwowych za Josepha Agenora.
W 2000 roku, zawodnik ten rozegrał jeszcze jedno, tym razem ostatnie spotkanie w drużynie narodowej. W rewanżowym meczu przeciwko reprezentacji Saint Kitts i Nevis (podczas kwalifikacji do MŚ 2002), Sterling wystąpił w podstawowej jedenastce (w pierwszym ze spotkań był rezerwowym). Ponadto został powołany do kadry na eliminacje do Mistrzostw Świata 2006, jednak nie wystąpił w żadnym z dwóch spotkań reprezentacji.

## Inne
Sterling jest obecnie przewodniczącym narodowego związku krykieta (Turks and Caicos Islands Cricket Association).